# Кольца Юпитера
Кольца Юпитера — система колец, окружающих планету Юпитер, известна также как Юпитерианская кольцевая система. Это третья система колец, открытая в Солнечной системе, после Сатурнианской и системы колец Урана. Наличие колец предполагал ещё в 1960 году советский астроном Сергей Всехсвятский: на основе исследования дальних точек орбит некоторых комет Всехсвятский заключил, что эти кометы могут происходить из кольца Юпитера и предположил, что образовалось кольцо в результате вулканической деятельности спутников Юпитера (вулканы на Ио открыты два десятилетия спустя):157. Впервые кольца Юпитера были замечены при подлёте КА Вояджер-1 в 1979 году к Юпитеру, более подробные сведения о кольцах удалось получить в 1990-х благодаря КА Галилео. Кольца также наблюдались Телескопом Хаббла и наблюдаются с Земли в течение множества лет. Наземные наблюдения требуют наиболее крупных из доступных телескопов.
Юпитерианская система колец слабая и состоит главным образом из пыли. В кольцах можно выделить в общей сложности четыре компонента системы: толстый тор из частиц — известный как «кольцо-гало́» (англ. halo ring) или просто гало; относительно яркое, очень тонкое «Главное кольцо»; и два широких и слабых внешних кольца — известных как «паутинные кольца» (Gossamer rings — кольца тонкие и прозрачные, как паутина), называющиеся по материалу спутников — которые их и формируют: Амальтеи и Фивы.
Основное кольцо и гало состоят в основном из пыли с Метиды, Адрастеи и возможно ещё некоторых спутников, что является следствием высокоскоростных столкновений. Изображения в высоком разрешении, полученные в 2007 году КА Новые горизонты позволили различить насыщенную и тонкую структуру основного кольца.

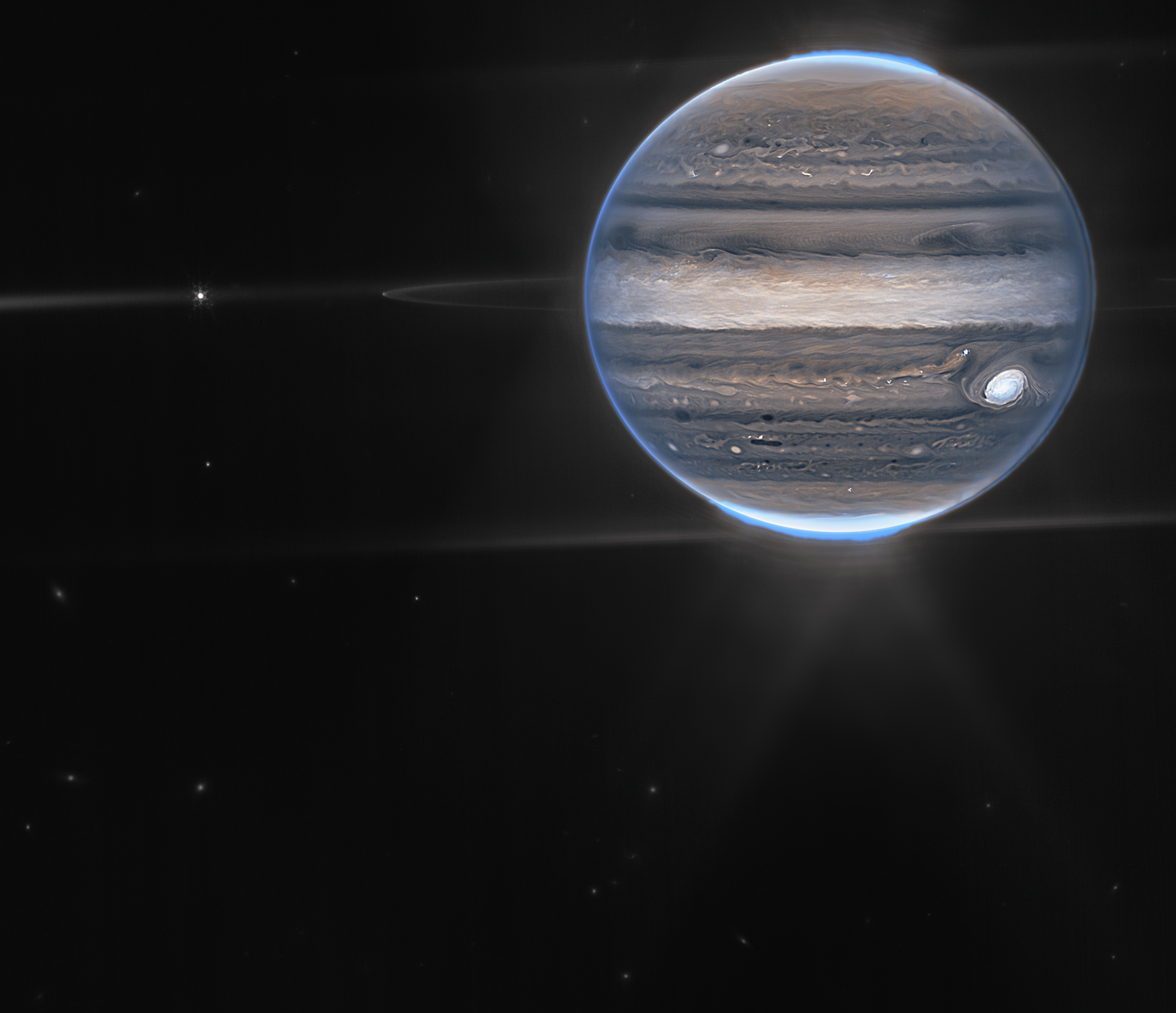
Снимок телескопа «Джеймс Уэбб» в инфракрасном диапазоне (2022). Видно главное кольцо Юпитера

В видимой части спектра и близкой инфракрасной у колец красный окрас, за исключением «кольца-гало», которое имеет нейтральный или синий окрас. Размер пыли в кольцах разнится, но площадь поперечного сечения наиболее высокая для несфероидальных частиц с радиусом в примерно 15 микрометров во всех кольцах, за исключением кольца-гало. Вероятно, в кольце-гало преобладает пыль с поперечником частиц менее микрометра. Общая масса системы колец не поддаётся точному исчислению, но её оценки колеблются в пределах от 1011 до 1016 кг. Возраст системы колец неизвестен, но они могли существовать с момента окончательного формирования Юпитера.
Возможно, что ещё одно кольцо существует на орбите Гималии, если она, как полагают, сталкивалась когда-то с Дией.

## Открытие и строение
Кольца Юпитера — третья открытая в Солнечной системе система колец, после колец Сатурна и Урана. Впервые кольца Юпитера наблюдались в 1979 году КА Вояджер-1. В кольцевой системе 4 основных компонента: толстый внутренний тор из частиц, известный как «кольцо-гало»; относительно яркое и тонкое «Главное кольцо»; и два широких и слабых внешних кольца, известных как «паутинные кольца», называющиеся по материалу спутников, которые их и формируют: Амальтеи и Фивы. Основные характеристики Юпитерианских колец приведены ниже:
| Название                  | Радиус (км)     | Ширина (км) | Толщина (км) | Оптическая толщина[c] | Пылевая фракция (в τ) | Масса, кг                                    | Примечания                                                           |
| ------------------------- | --------------- | ----------- | ------------ | --------------------- | --------------------- | -------------------------------------------- | -------------------------------------------------------------------- |
| Кольцо-гало               | 92 000—122 500  | 30 500      | 12 500       | ~1⋅10−6               | 100 %                 | —                                            |                                                                      |
| Главное кольцо            | 122 500—129 000 | 6 500       | 30—300       | 5.9⋅10−6              | ~25 %                 | 107—109 (пыль) 1011—1016 (крупные фрагменты) | Ограничивается Адрастеей                                             |
| Паутинное кольцо Амальтеи | 129 000—182 000 | 53 000      | 2 000        | ~1⋅10−7               | 100 %                 | 107—109                                      | Связано с Амальтеей                                                  |
| Паутинное кольцо Фивы     | 129 000—226 000 | 97 000      | 8 400        | ~3⋅10−8               | 100 %                 | 107—109                                      | Связано с Фивой. Распространяется и на пространство вне орбиты Фивы. |

## Главное кольцо

### Структура и внешний вид

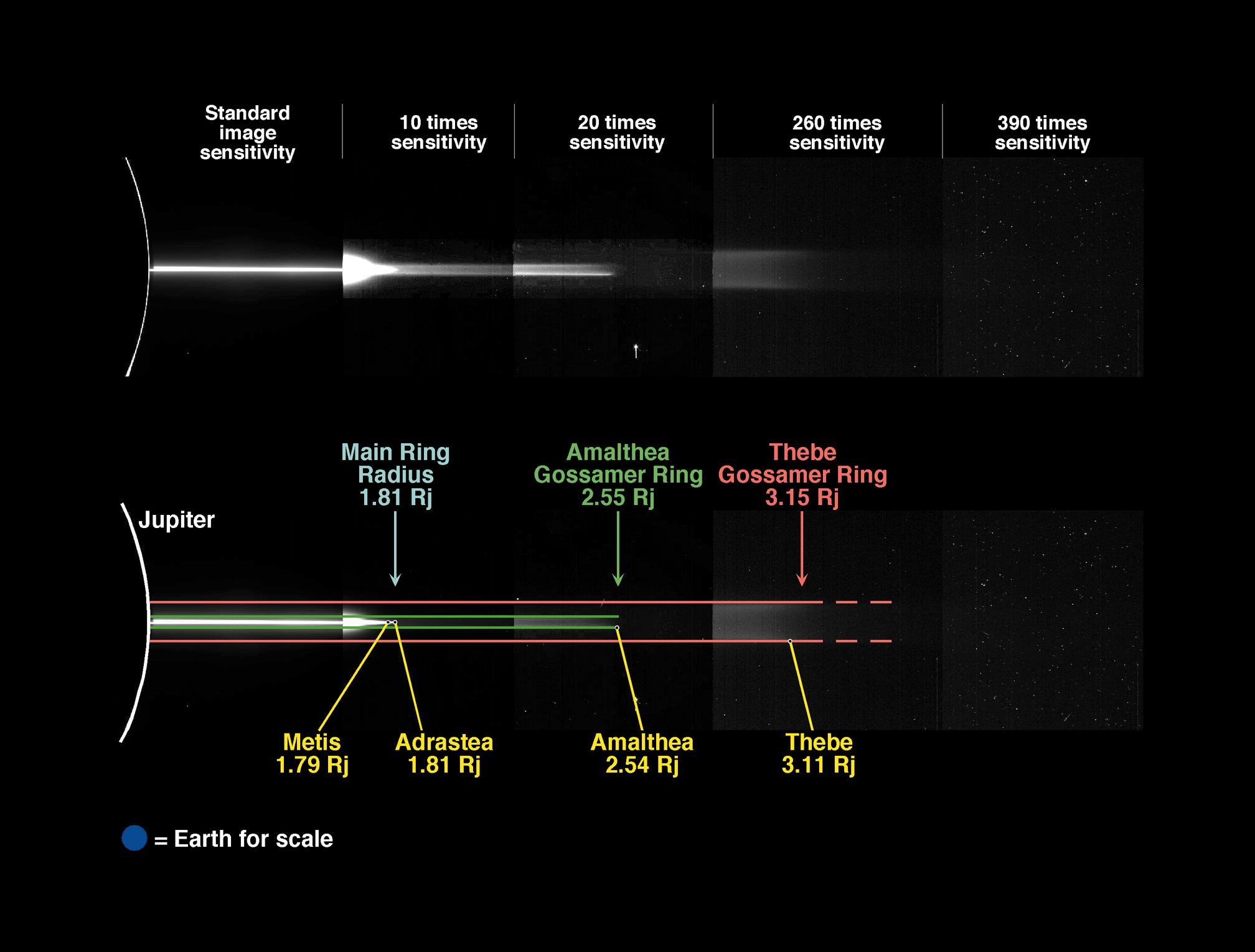
Мозаика из изображений Юпитерианской кольцевой системы, на которой можно различить местоположение спутников и колец

Узкое и относительно тонкое Главное кольцо — самое яркое в системе колец Юпитера. Его внешний край располагается на расстоянии 129 000 км от Юпитера (или 1.806 RJ; RJ = экваториальный радиус Юпитера — 71 398 км) и совпадает с орбитой самого маленького внутреннего спутника Юпитера, Адрастеи. Его внутренний край не совпадает с орбитой какого либо спутника и лежит на расстоянии в 122 500 км (1.72 RJ).
Следовательно, ширина кольца — 6 500 км. Внешний вид кольца зависит от геометрии обзора. В прямо-рассеянном свете [a] яркость главного кольца начинает уменьшаться с 128 600 км (внутри орбиты Адрастеи) и достигает фонового уровня на расстоянии в 129 300 км вне орбиты Адрастеи. Таким образом, Адрастея выступает в роли «спутника-пастуха» для данного кольца, вплоть до расстояния в 129 000 км. Яркость кольца увеличивается в направлении к Юпитеру и достигает своего максимума на расстоянии в 126 000 км, вблизи от центра кольца, однако в нём наблюдается явный зазор, создаваемый Метидой, на расстоянии в 128 000 км. Внутренняя граница «Главного кольца» постепенно «исчезает» с 124 000 до 120 000 км, сливаясь с Гало. В прямо-рассеянном свете все кольца Юпитера яркие.

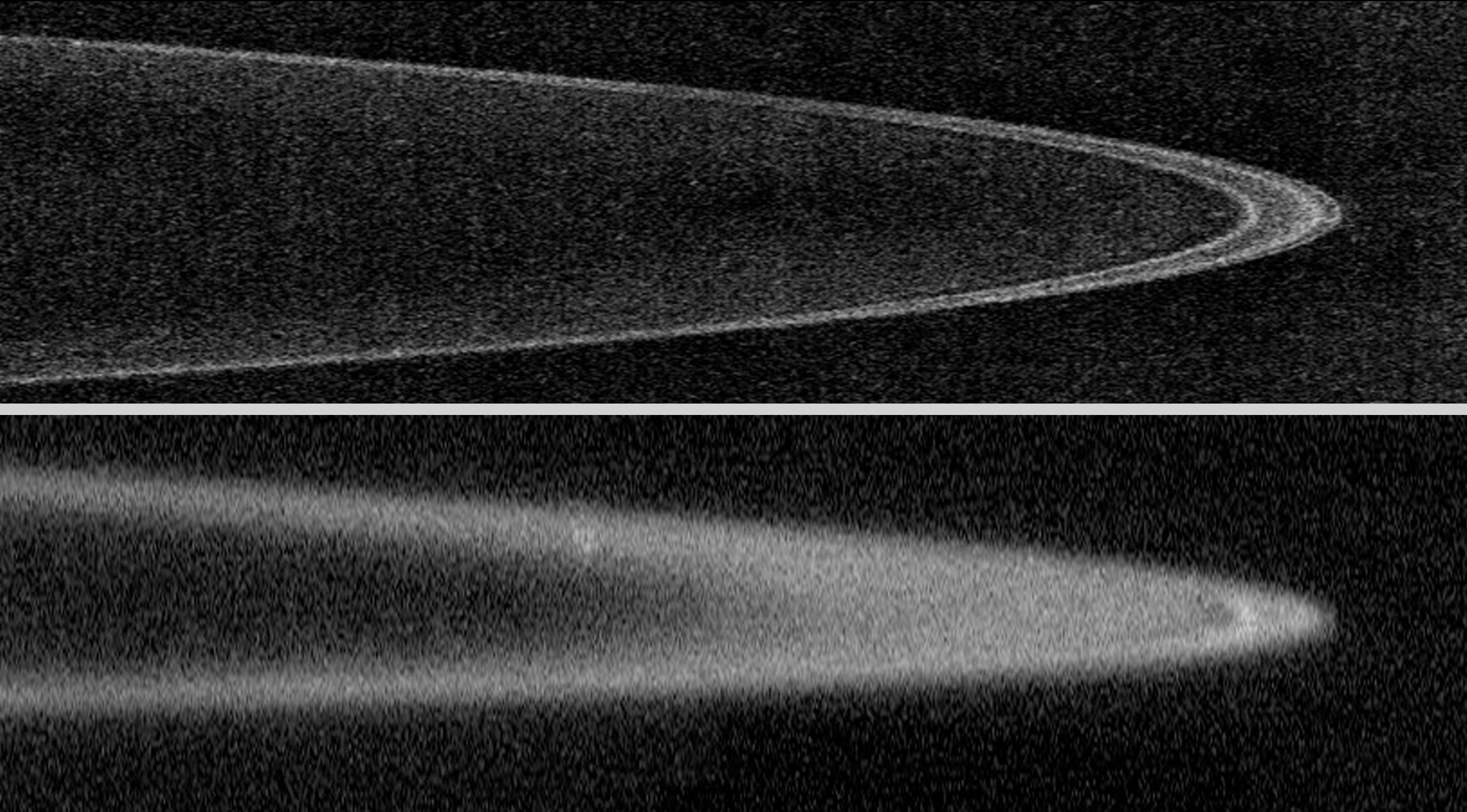
Главное кольцо. Верхнее фото в обратно-рассеянном свете и было сделано КА Новые Горизонты. Видна микроструктура его внешнего края. Нижнее фото демонстрирует Главное кольцо в прямо-рассеянном свете, видно, что в нём трудно выделить какую либо деталь, кроме «паза Метиды»

В обратно-рассеянном свете[b] кольцо выглядит иначе. Внешняя граница Главного кольца, расположенная на расстоянии в 129 100 км, немного за орбитой Адрастеи, резко обрывается. Орбита луны отмечается зазором в кольце, таким образом, образуется кольцо вне орбиты Адрастеи. Есть ещё одно колечко на орбите Адрастеи, сопровождаемое зазором неизвестного происхождения, на расстоянии примерно в 128 500 км. Третье колечко располагается вне орбиты Метиды, в центре ещё одного зазора. Яркость кольца значительно падает сразу за орбитой Метиды, создавая так называемый «Паз Метиды». Внутри орбиты Метиды яркость кольца повышается значительно меньше, чем при прямо-рассеянном свете В обратно-рассеянной геометрии кольцо, как кажется, состоит из двух частей: узкой внешней части — ширящейся от 128 000 до 129 000 км, которая непосредственно включает три колечка, разделённых зазорами, и более слабой внутренней части, простирающейся от 122 500 до 128 000 км, в которой нельзя различить какую-либо структуру, в отличие от прямо-рассеянной геометрии. «Паз Метиды» служит им границей. Микроструктура кольца впервые была исследована по фотографиям, полученным КА Галилео а также ясно прослеживается на фото в обратно-рассеянном свете, полученным КА Новые горизонты в феврале-марте 2007 года. Более ранние наблюдения при помощи телескопа Хаббла (HST), Кека и КА Кассини оказались провальными, из-за недостаточной разрешающей способности. Однако позднее микроструктуру удалось различить при помощи телескопа обсерватории Кек и использовании адаптивной оптики в 2002—2003 годах.
При наблюдении в обратно-рассеянном свете кольцо кажется бритвенно-тонким, и толщиной не более 30 км. При боковом светорассеянии толщина колец от 80 до 160 км, увеличиваясь в направлении к Юпитеру. Кольцо кажется особо толстым при прямо-рассеянном свете, примерно 300 км. Одним из открытий КА Галилео стало относительно толстого (около 600 км) облака материи окружающего внутренний край кольца. Облако растёт в толщине ближе к внутреннему краю, где переходит в гало.
Детальный анализ изображений КА Галилео выявил продольные изменения яркости в Главном кольце, не связанные с геометрией обзора. Помимо этого, была обнаружена некоторая неоднородность в кольце — в масштабах 500—1000 км.
В феврале-марте 2007 года КА Новые горизонты провёл углублённый поиск новых небольших спутников в «Главном кольце». Несмотря на то, что ни один спутник крупнее 0.5 км обнаружен не был, камеры аппарата зафиксировали семь относительно небольших глыб из частиц кольца. Они двигаются в плотном колечке внутри орбиты Адрастеи. Мнение о том, что это именно глыбы, а не небольшие спутники, поддерживается азимутальными замерами. Они простираются на 0.1-0.3° вдоль кольца, что соответствует 1000-3000 км. Глыбы распределены внутри кольца на 2 группы — из 5 и 2 элементов. Происхождение глыб неясно, однако их орбиты находятся в 115:116 и 114:115 резонансе с Метидой. Возможно, они представляют собой осколки от столкновения Метиды и некоего объекта.

### Спектр и гранулометрический состав

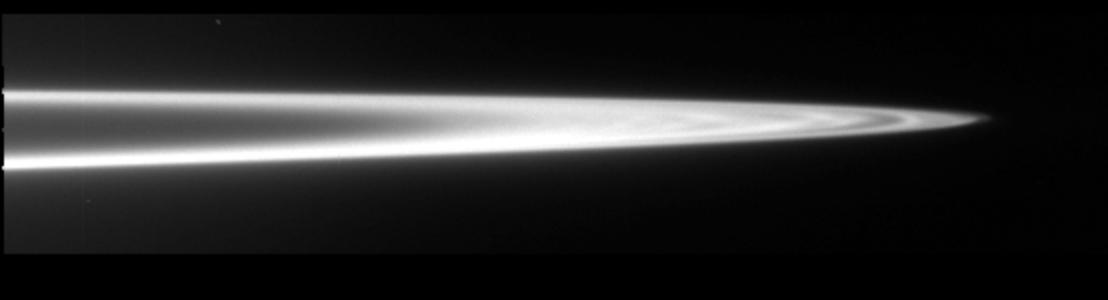
Изображение Главного кольца, полученное Галилео при прямо-рассеянном свете, отчётливо виден «паз Метиды».

Спектр кольца был получен Хабблом, Кеком, КА Галилео и КА Кассини. Это позволило установить, что цвет частиц в кольце красноватый, то есть, их альбедо выше на больших длинах волны. Спектр кольца не позволяет выделить каких либо химических веществ, однако во время наблюдений Кассини были обнаружены линии поглощения на длине волн 0.8 μm и 2.2 μm. Спектр Главного кольца напоминает спектр Адрастеи и Амальтеи.
Присущие Главному кольцу свойства могут объяснятся гипотезой, по которой оно содержит существенное количество пыли размерами 0.1-10 μm. Это объясняет более сильную яркость кольца при прямо-рассеянном свете. Однако наличие более крупных частиц требуется, чтобы объяснить более сильную яркость и микроструктуру яркой внешней части кольца в обратно-рассеянном свете.
Анализ доступных фазовых и спектральных данных приводит к заключению, что распределение размеров мелких частиц в Главном кольце подчиняется степенному закону
{\displaystyle n(r)=A\times r^{-q}}
где n(r) это число частиц с радиусами между r и r + dr, и {\displaystyle A} это нормализующий параметр выбирающийся для того чтобы соответствовать общему световому потоку от кольца. Параметр q — 2.0 ± 0.2 и применяется для r < 15 ± 0.3 μm и q = 5 ± 1 для частиц с r > 15 ± 0.3 μm. Распределение крупных частиц в мм-км зоне на данный момент не известно. Световое рассеяние в данной модели преимущественно осуществялется частицами с r около 15 μm.
Степенной закон, упомянутый выше, позволяет оценить Оптическую толщину[c] {\displaystyle \scriptstyle \tau } Главного кольца: {\displaystyle \scriptstyle \tau _{l}\,=\,4.7\times 10^{-6}} для крупных тел и {\displaystyle \scriptstyle \tau _{s}=1.3\times 10^{-6}} для пыли. Такая Оптическая толщина означает, что общее поперечное сечение частиц в кольце — приблизительно 5000 км²[d]. У частиц в Главном кольце, как считается, несферическая форма. Совокупная масса пыли в Главном кольце оценивается в 107−109 кг. Масса крупных тел, исключая Метиду и Адрастею, 1011−1016 кг. Это зависит от их максимального размера, предельное значение — 1 км диаметром. Для сравнения: масса Адрастеи — около 2⋅1015 кг, Амальтеи — около 2⋅1018 кг, Земной Луны—7.4⋅1022 кг.
Присутствие в одном кольце сразу двух популяций частиц, пыли и крупных тел, объясняет различие внешнего вида кольца при разной геометрии обзора. Пыль хорошо видна при прямо-рассеянном свете и ограничивается орбитой Адрастеи. В противовес, крупные тела, хорошо различимые при обратно-рассеянном свете, ограничиваются областью между орбитами Адрастеи и Метиды, а также колечками.

### Происхождение и возраст

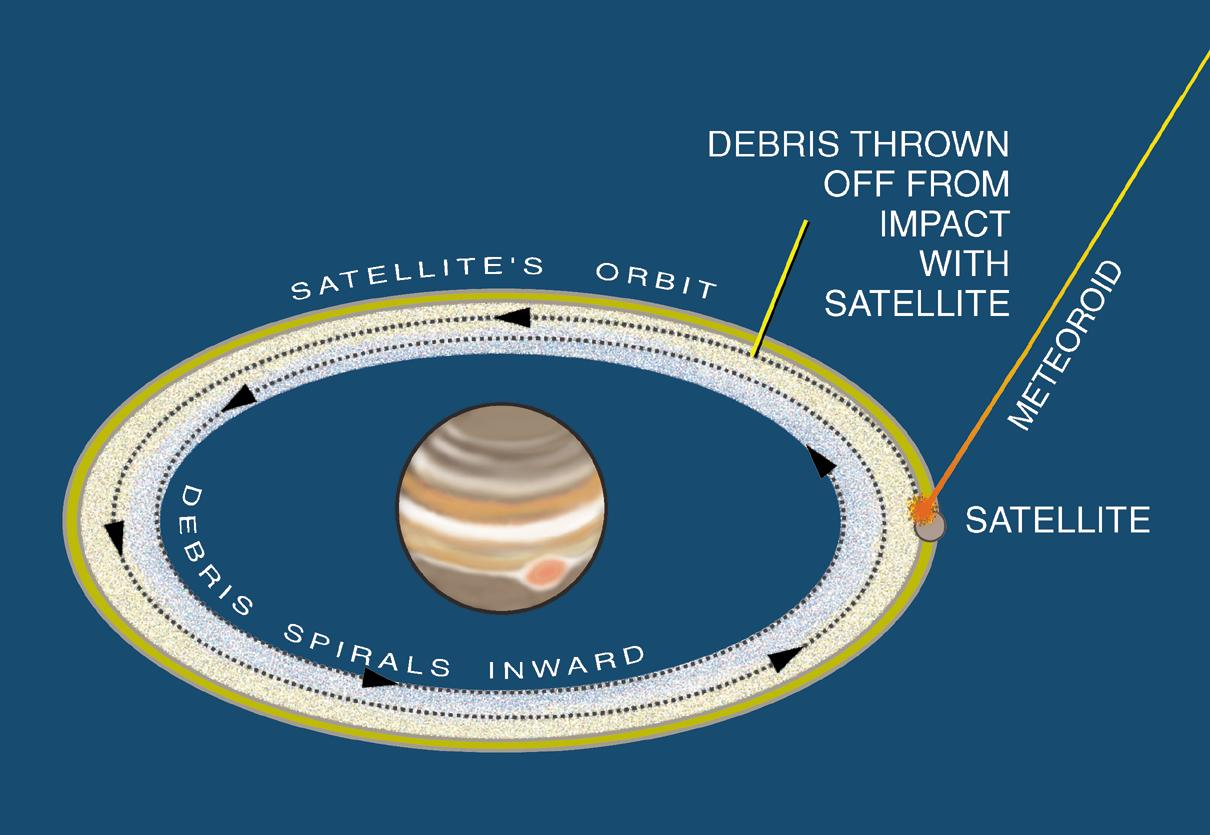
Формирование колец Юпитера

Пыль покидает кольцо из-за эффекта Пойнтинга — Робертсона, а также электромагнитных сил Юпитерианской магнитосферы. Летучие вещества, например, льды, быстро испаряются. «Время жизни» частиц в кольце — от 100 до 1000 лет. Таким образом, пыль должна постоянно пополняться за счёт столкновений между телами от 1 см до 0.5 км размерами и теми же самыми телами и телами из-за пределов Юпитерианской системы. Источниками наполнения кольца служит популяция из относительно крупных тел, ограниченная 1000-километровой областью на орбите, яркая внешняя часть кольца, а также Метида и Адрастея. Наиболее крупные тела, исключая Метиду и Адрастею, служащие источниками, не могут быть более 0.5 км размером. Верхний предел был установлен наблюдениями КА Новые горизонты. Предыдущий верхний предел, полученный за счёт наблюдений Хаббла и Кассини, был близок к 4 км. Пыль, производимая столкновениями, сохраняет сначала те же орбитальные элементы, что и тела-источники, но постепенно медленно, по спирали, начинает сдвигаться в направлении Юпитера, формируя слабую (в обратно-рассеянном свете) внутреннюю часть Главного кольца и гало. На данный момент возраст Главного кольца неизвестен, но, возможно, он представляет собой последние остатки популяции из маленьких тел около Юпитера.

### Вертикальные волнения
Фотографии с КА Галилео и Новые горизонты позволили различить 2 отдельные группы волнений внутри Главного кольца. Эти группы волнений более сильные, чем те, что могут быть вызваны дифференциальной узловой регрессией гравитационного поля Юпитера. Вероятно, наиболее заметное волнение из двух было вызвано столкнувшейся с Юпитером кометой Шумейкеров-Леви в 1995 году, тогда как второе появилось, по всей видимости, в первой половине 1990 года. Наблюдения Галилео в ноябре 1996 позволили сделать измерения этих двух «волнений»: длина: 1920 ± 150 и 630 ± 20 км, вертикальная амплитуда 2.4 ± 0.7 и 0.6 ± 0.2 км, для более сильного и более слабого волнения соответственно. Формирование более крупного волнения можно объяснить воздействием на кольцо частиц кометы, полная масса которой составляла 2-5 x 1012 кг, которые отклонили участок кольца от экваториальной плоскости на 2 км. Похожее волнение наблюдалосьКассини в Кольцах Сатурна C и D.

## Кольцо-гало

### Структура и внешний вид

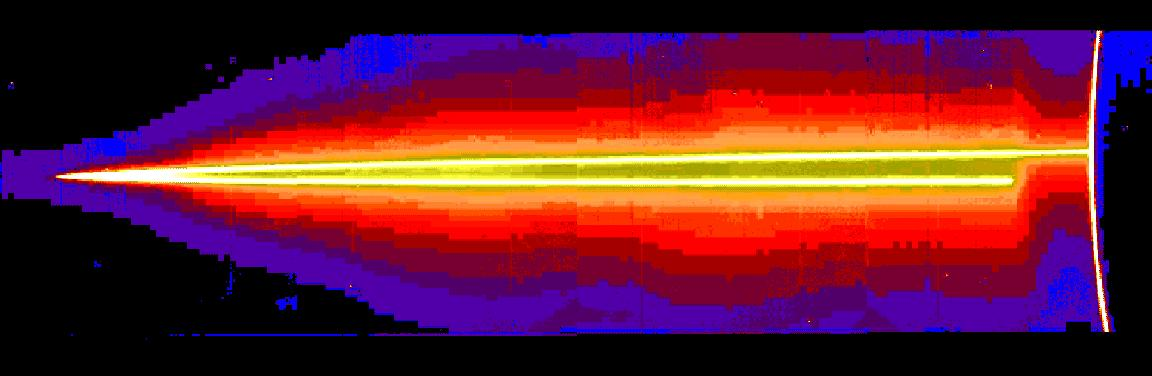
Изображение в условных цветах кольца-гало, полученное Галилео в прямо-рассеянном свете

Гало ближе всех к самой планете и вместе с тем самое толстое кольцо планеты. Его внешний край совпадает с внутренней границей основного кольца на расстоянии в примерно 122 500 км (1.72 RJ). Начиная с этого расстояния, кольцо становится всё толще и толще по направлению к Юпитеру. Истинная толщина кольца не известна до сих пор, но составляющая его материя была зафиксирована и на расстоянии 10 000 км от плоскости кольца. Внутренняя граница кольца относительно резко обрывается на расстоянии в 100 000 км (1.4 RJ), но некоторое число материи фиксируется и на расстоянии 92 000 км от Юпитера. Таким образом, ширина гало — приблизительно 30 000 км. Своей формой оно напоминает тор без чёткой внутренней структуры. В отличие от Главного кольца, внешний вид гало лишь немного зависит от геометрии обзора.
Гало кажется наиболее ярким в прямо-рассеянном свете, именно в такой геометрии оно было сфотографировано Галилео. В то время как его поверхностная яркость намного меньше чем у Главного кольца, его вертикальный (перпендикулярный плоскости кольца) поток фотонов сопоставим из-за намного большей толщины кольца. Несмотря на толщину в примерно 20 000 км, яркость кольца-гало строго сконцентрирована в плоскости кольца, и следует степенному закону о форме: z−0.6 к z−1.5, где z — расстояние от плоскости кольца. Внешний вид гало в обратно-рассеянном свете, наблюдавшийся Кеком и Хабблом, почти неотличим. Однако его общий фотонный поток в несколько раз ниже, чем у Главного кольца, и более сильно сконцентрирован вблизи от плоскости кольца чем при прямо-рассеянном свете.
Спектр гало сильно отличается от спектра Главного кольца. Распределение потока фотонов на длинах волн 0.5-2.5 μm более «плоское» чем у Главного кольца; кольца-гало не имеет красноватого окраса как Главное, оно имеет синеватый окрас.

### Происхождение гало
Оптические свойства гало могут объяснятся гипотезой, по которой в него входят частицы менее чем 15 μm размером. Часть кольца, расположенная далеко от его плоскости вполне может состоять из пыли менее микрометра размером. Такой пылевой состав объясняет намного более сильное прямое-светорассеиванние, синеватый окрас и неразличимую структуру кольца. Пыль, вероятно, происходит из Главного кольца, и это подтверждается фактом того что оптическая толщина кольца-гало {\displaystyle \scriptstyle \tau _{s}\,\sim \,10^{-6}} сопоставима с пылью из Главного кольца. Большая толщина гало может объяснятся возмущениями орбитального наклона и эксцентриситета частиц кольца электромагнитными силами Юпитерианской магнитосферы. Внешняя граница гало совпадает с расположением так называемого «Резонанса Лоренца» (3:2 с Юпитером)[e]. Поскольку Эффект Пойнтинга — Робертсона заставляет частицы кольца дрейфовать по направлению к Юпитеру, их орбитальный наклон меняет когда они проходят через эту область. Вышеупомянутое пылевое облако, окутывающее внутренние границы Главного кольца, может служить началом кольца-гало. Внутренняя граница гало достаточно близко проходит от сильного 2:1 Резонанса Лоренца. Вероятно, в таком резонансе очень сильные возмущения, что вынуждает частицы кольца отправится в направлении Юпитерианской атмосферы, определяя таким образом резкую внутреннюю границу. Если кольцо-гало — производное от Главного кольца, то у него примерно тот же возраст.

## Паутинные кольца

### Паутинное кольцо Амальтеи

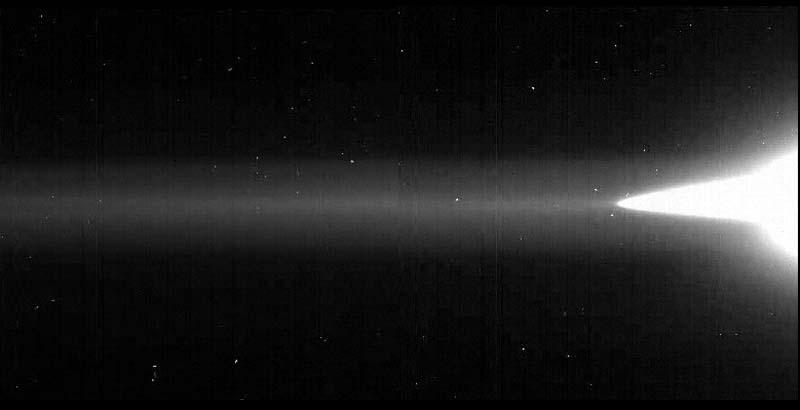
Паутинное кольцо Амальтеи. Изображение получено КА Галилео

Паутинное кольцо Амальтеи имеет очень слабую структуру с прямоугольным поперечным сечением, простираясь от орбиты Амальтеи с 182 000 км (2.54 RJ) до примерно 129 000 км (1.80 RJ). Его внутренняя граница не определена чётко из-за присутствия вблизи гораздо более яркого Главного кольца и кольца-гало. Толщина кольца составляет приблизительно 2 300 км в районе орбиты Амальтеи и слегка уменьшается по направлению к Юпитеру[f]. Наиболее ярким кольцо становится вблизи от верхнего и нижнего краёв а также в направлении к Юпитеру. Одна из границ кольца часто бывает ярче других. Внешняя граница кольца довольно круто обрывается; Яркость кольца заметна лишь внутри орбиты Амальтеи, однако у кольца есть небольшое расширение за пределы орбиты Амальтеи — там где спутник вступает в 4:3 резонанс с Фивой. В прямо-рассеянном свете кольцо примерно в 30 раз тусклее Главного кольца. В обратно-рассеянном свете кольцо различимо лишь Кеком и ACS (Усовершенствованной обзорной камерой) на Хаббле. Изображения в обратно рассеянном свете позволяют различить некоторые детали кольца, например: пиковой яркости кольцо достигает внутри орбиты Амальтеи, ограничиваясь верхней и нижней границей кольца.
В 2002—2003 годах Галилео дважды прошёл сквозь «паутинные кольца». Во время прохода пылевые датчики зафиксировали частицы пыли с размерами 0.2-5 μm. Помимо этого, сканеры Галилео зафиксировали наличие относительно небольших (< 1 км) тел вблизи от Амальтеи. Возможно, это последствия столкновений неких тел с поверхностью спутника.
Наблюдения паутинных колец с Земли, с борта КА Галилео и прямые измерения пыли, позволили определить гранулометрический состав кольца, который, кажется, следует всё тому же степенному закону что и Главное кольцо, с q=2 ± 0.5. Оптическая толщина кольца, около 10−7, что на несколько порядков ниже чем у Главного кольца, однако совокупная масса пыли в кольце (107−109 кг) вполне сопоставима.

### Паутинное кольцо Фивы
Паутинное кольцо Фивы самое тусклое и дальнее из известных. У кольца очень неясная структура и прямоугольное поперечное сечение. Кольцо начинается вблизи орбиты Фивы на расстоянии в 226 000 км (3.11 RJ) и ширится вплоть до 129 000 км (1.80 RJ;). Внутренняя граница кольца не определяется из-за намного более ярких Главного кольца и Гало. Толщина кольца — примерно 8 400 км вблизи орбиты Фивы и постепенно уменьшается по направлению к планете.[f] Паутинное кольцо Фивы, как и паутинное кольцо Амальтеи, яркое вблизи нижней и верхней границы, а также становится ярче по мере приближения к Юпитеру. Внешняя граница кольца не обрывается резко, ширясь ещё на 15 000 км. Есть едва заметное продолжение кольца за пределы орбиты Фивы, приблизительно до 280 000 км (3.75 RJ) и именуемое Фиванским расширением. В прямо-рассеянном свете кольцо в три раза менее яркое чем кольцо Амальтеи В обратно-рассеянном свете кольцо смогли различить только телескопы обсерватории Кека. На фото в обратно-рассеянном свете видно, что пиковая яркость кольца начинается сразу за орбитой Фивы. В 2002—2003 детекторы пыли на Галилео зафиксировали наличие частиц размерами 0.2-5 μm как и в кольце Амальтеи, а также подтвердили результаты исследования изображений.
Оптическая толщина Кольца Фивы приблизительно 3⋅10−8, что в три раза ниже чем у кольца Амальтеи, однако совокупная масса пыли в кольце примерно такая-же: 107−109 кг. Гранулометрический состав пыли в кольце несколько более мелкий, чем в кольце Амальтеи. Пыль в кольце также подвержена степенному закону с q < 2. В Фиванском расширении — параметр q может быть даже меньше.

### Происхождение паутинных колец
Пыль в паутинных кольцах пополняется тем же механизмом, что и в Главном кольце и в Гало. Источниками выступают внутренние луны Юпитера — Амальтея и Фива соответственно, а также менее крупные тела. Высокоэнергетические столкновения между этими телами и телами извне Юпитерианской системы продуцируют пылевые массы. Частицы первоначально хранят те же орбитальные элементы, что и их тела-источники, но постепенно перемещаются по спирали из-за эффекта Пойтинга-Робертсона. Толщина Паутинных колец определяется вертикальными отклонениями лунных орбит из-за их ненулевых наклонов. Эта гипотеза объясняет почти все заметные свойства паутинных колец: прямоугольное поперечное сечение, уменьшение толщины в направлении к Юпитеру и яркость верхних и нижних границ колец.
Однако некоторые свойства необъяснимы по сию пору, например Фиванское расширение, которое может создаваться невидимым пока телом из-за орбиты Фивы, а также структуры заметные при обратно-рассеянном свете. Одним из возможных объяснений Фиванского расширения могут выступать воздействия электромагнитных сил Юпитерианской атмосферы. Когда пыль входит в тень позади Юпитера, она быстро теряет свой электрический заряд. Начиная с небольших частиц, пыль сообращается с планетой, она движется наружу выйдя из тени создавая таким образом Фиванское расширение. Теми же самыми силами можно объяснить уменьшение числа частиц и яркости между орбитами Амальтеи и Фивы.
Пик яркости сразу за орбитой Амальтеи, а также вертикальная асимметрия Паутинного кольца Амальтеи могут объяснятся захваченными частицами из точек Лагранжа (L4) и (L5) спутника. Частицы кольца могут двигаться по Подковообразным орбитам между точками Лагранжа. Вблизи от Фивы происходит точно такой же процесс. Это открытие подразумевает под собой, что в Паутинных кольцах есть два типа частиц: одни медленно по спирали дрейфуют в направлении Юпитера, а другие остаются вблизи от своих лун-источников, захваченные в 1:1 резонанс с ними.

## Кольцо Гималии

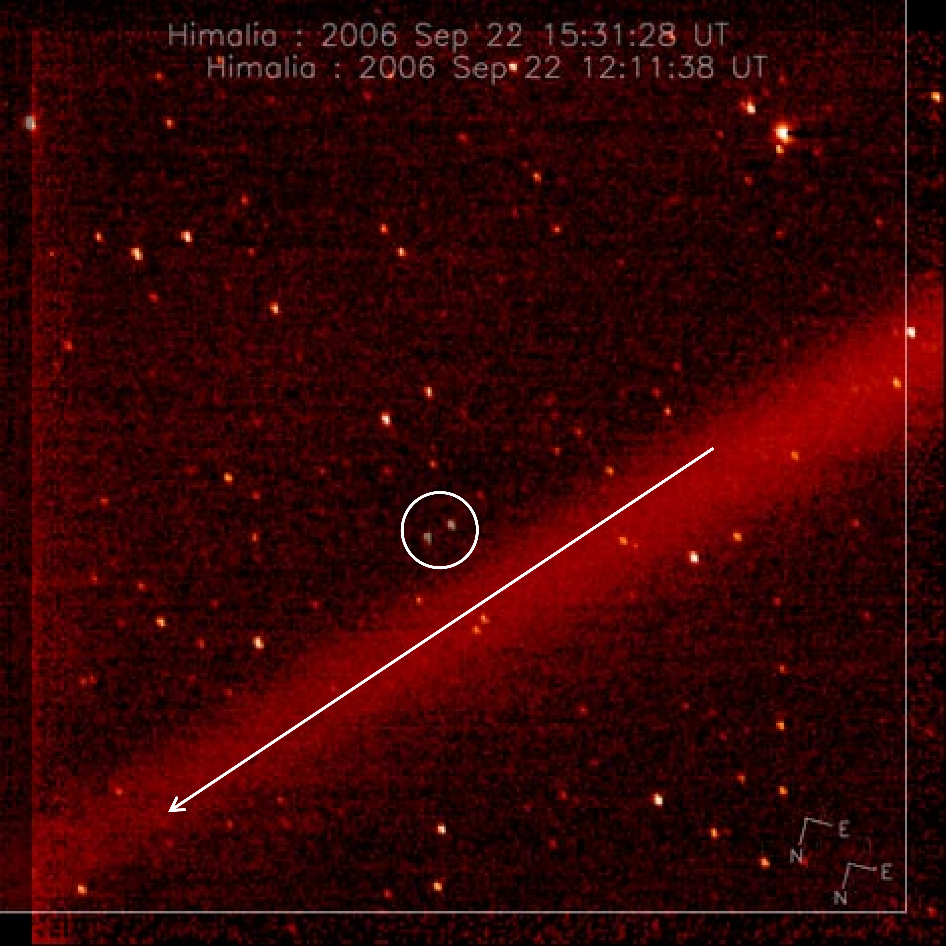
Гипотетическое кольцо Гималии

Спутник S/2000 J 11, диаметром 4 км, исчез после его открытия в 2000 году. По одной из версий, он врезался в более крупный спутник Гималия диаметром 170 км, создав тем самым небольшое и тонкое кольцо. Это гипотетическое кольцо выглядит как бледная полоса вблизи Гималии. Данное предположение говорит также о том, что Юпитер иногда теряет малые спутники в результате столкновений.

## Исследование

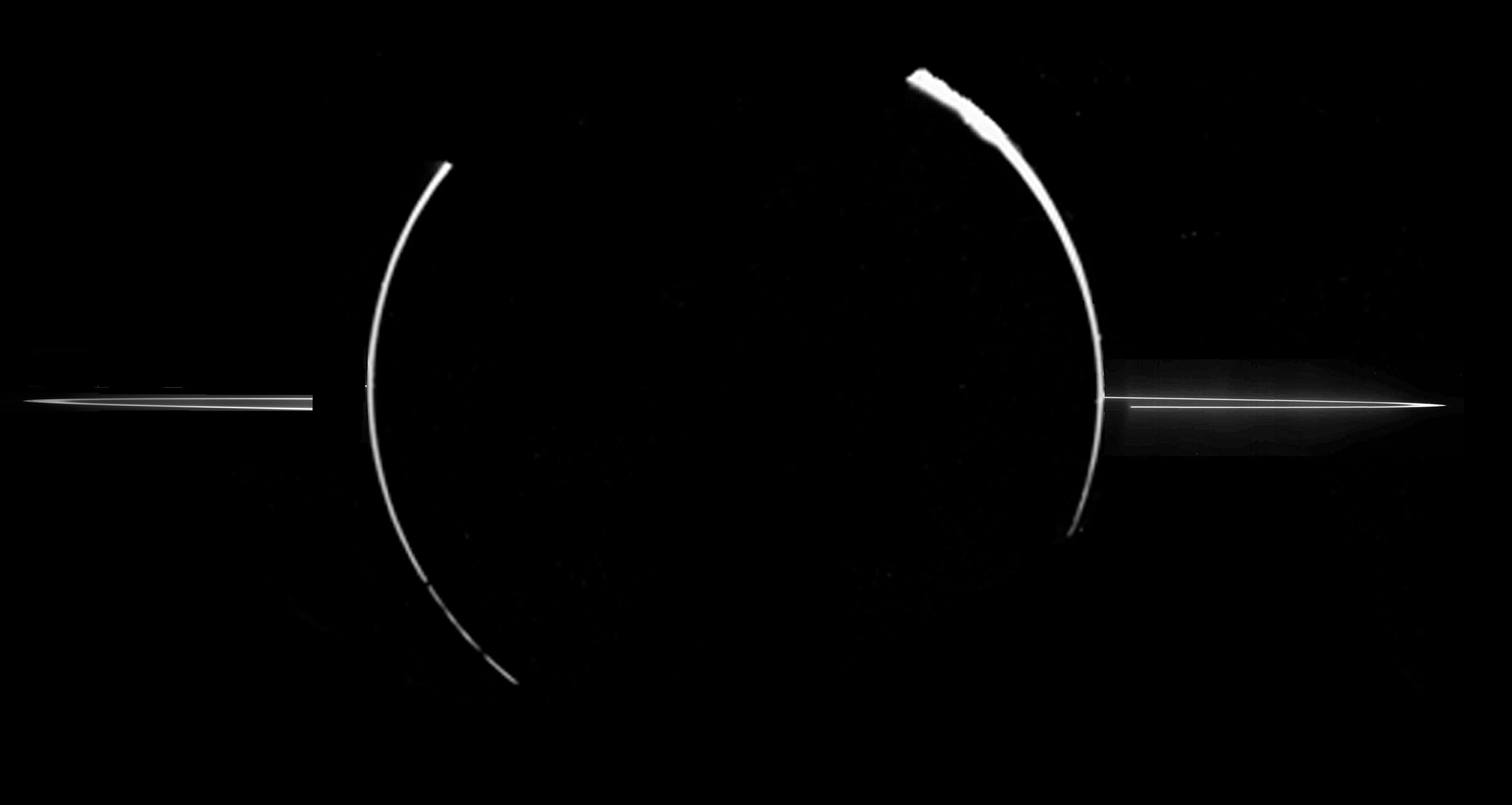
Кольцо и неосвещенное Солнцем полушарие Юпитера, фотография АМС Галилео

Существование колец Юпитера было доказано после наблюдений планетарного пояса КА Пионер 11 в 1975 году. В 1979 году КА Вояджер 1 сделал изображение переэкспонированной кольцевой системы. Более детальные изображения были сделаны в том же году КА Вояджер 2, что помогло определить приблизительную структуру колец. Изображения превосходного качества, полученные КА Галилео с 1995 по 2003 года, значительно расширили существующие знания о кольцах Юпитера. Наземные наблюдения колец Обсерваторией Кека в 1997 и 2002 годах и телескопом Хаббл в 1999 году показали богатую структуру видимого бокового светорассеяния. Изображения, переданные КА Новые горизонты в феврале-марте 2007 года, позволили впервые изучить структуру главного кольца. В 2000 году КА Кассини на пути к Сатурну провёл разнообразные наблюдения кольцевой системы Юпитера. В будущем планируются новые миссии по изучению колец Юпитера.

## Кольца Юпитера в литературе
Кольцо Юпитера описывается в опубликованной в 1960 году повести братьев Стругацких «Путь на Амальтею». Столкновение фотонного грузовика «Тахмасиб» с твердыми фрагментами кольца послужило причиной аварии и последующего падения космического корабля в атмосферу планеты-гиганта.